# Ekonomika Severní Makedonie
Ekonomika Severní Makedonie patří k deseti nejslabším evropským ekonomikám. Světová banka ji řadí do skupiny Lower-middle-income economies (podprůměrně příjmové ekonomiky). Má status kandidátské země Evropské unie.

## Ekonomický vývoj

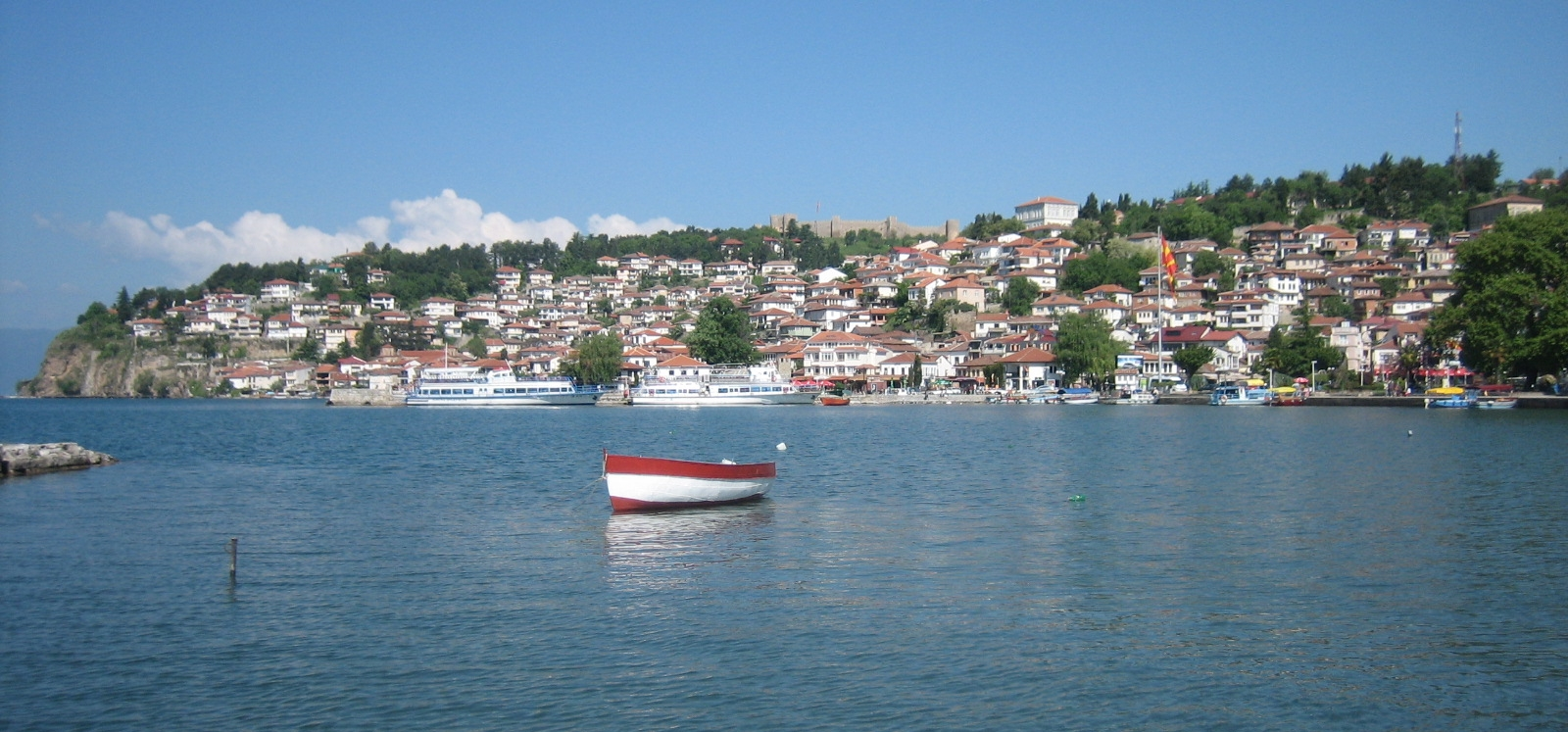
Ohrid je populární turistická destinace v Severní Makedonii.

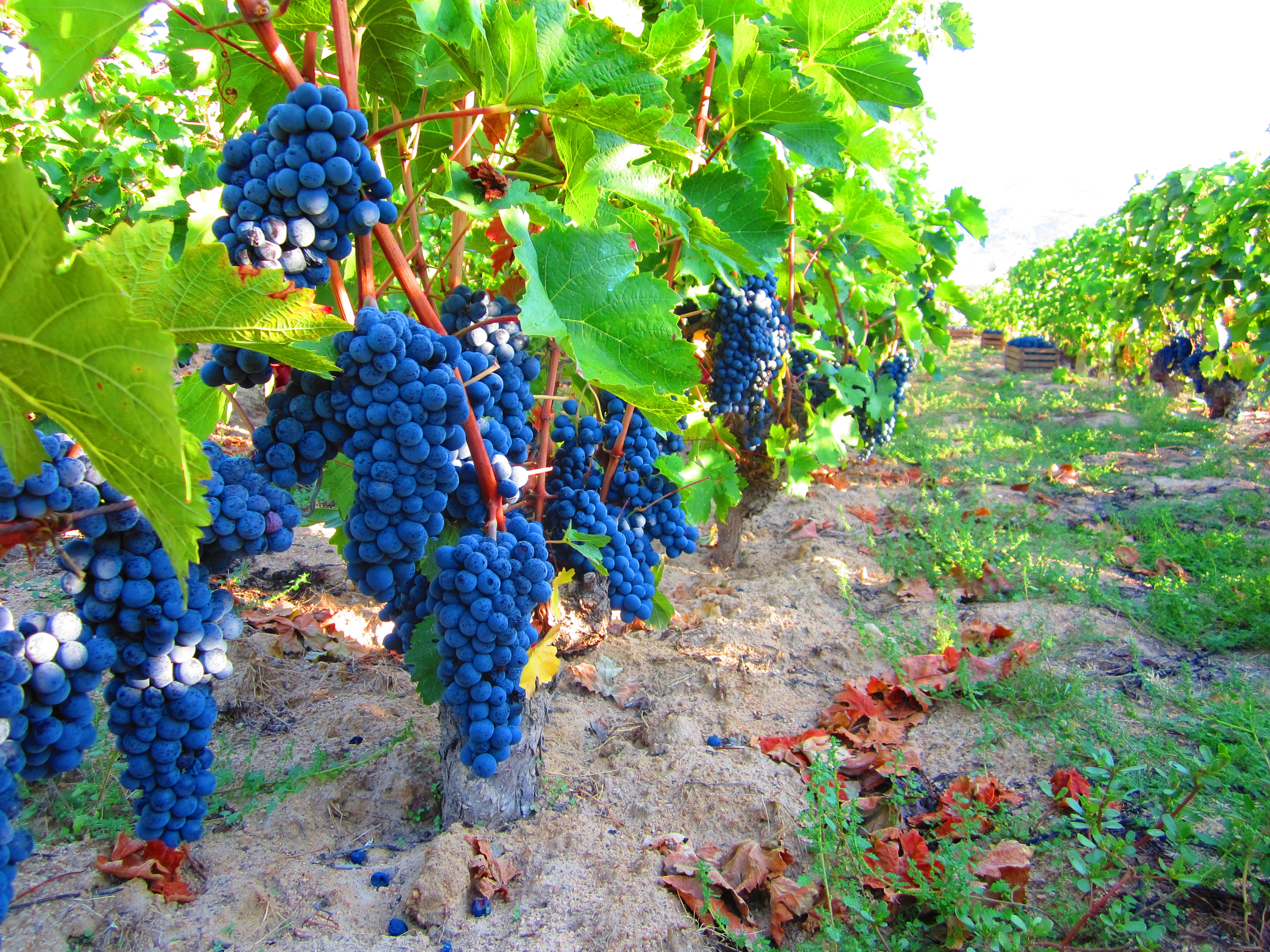
Vinice v Severní Makedonii

Severní Makedonie byla spolu s Bosnou a Hercegovinou nejzaostalejší republikou v bývalé socialistické Jugoslávii (SFRJ). Během centrálního plánování komunistického režimu docházelo k postupné industrializaci země. Průmyslová výroba za toto období se zvýšila 3,8krát. V roce 1981 poklesl počet obyvatel zaměstnaných v zemědělství pod 20 %
Ovšem v 60. letech 20. století byl venkov v zájmu rozvoje průmyslu na úkor zemědělství uměle vysídlován a některé vesnice ve východní a jižní části země zůstaly zcela opuštěné. Po rozpadu SFRJ přišla Makedonie o rozsáhlou pomoc ze zvláštního fondu federace a makedonské průmyslové podniky byly zasaženy ztrátou vazeb na své odběratele, kteří byli rozmístěni v jiných republikách bývalé Jugoslávie. Po vyhlášení nezávislosti došlo rovněž k prudkému nárůstu inflace, kterému se makedonská vláda pokusila čelit zavedením nové měny - denáru v dubnu 1992. Řecká vláda vznesla námitky proti názvu a státním symbolům nezávislé Makedonie a vyvíjela na ni ekonomický nátlak (zadržování části makedonského importu, především přerušení dodávek ropy ze soluňského přístavu), od února 1994 do září 1995 dokonce vyhlásila úplné embargo na obchod s Makedonií (včetně tranzitu zboží do Makedonie). Devadesátá léta 20. století tak pro Makedonii znamenala výrazný pokles ekonomické úrovně, nárůst nezaměstnanosti, zchudnutí makedonské společnosti, enormní nárůst černého trhu (na přepravě, distribuci a prodeji pašovaného zboží se podílely desetitisíce osob). V zemi se zvýšil počet nezaměstnaných a to až na 386 tisíc, což je přibližně 40 % práceschopného obyvatelstva. U zahraničních investorů způsobovalo obavy národnostní napětí mezi Makedonci a albánskou menšinou, které vyvrcholilo nepokoji na severozápadní hranici země na začátku roku 2001. Situaci zklidnilo podepsání Stabilizační a asociační dohody mezi Makedonií a EU (podepsána 9. 4. 2001). Období let 2002 až 2003 bylo pro Makedonii obdobím bezpečnostního uklidnění. Na zasedání Evropské rady 17. prosince 2005 v Bruselu získala Makedonie status kandidátské země EU. Od roku 2007 je členským státem Středoevropské zóny volného obchodu (CEFTA).

## Struktura

### Zemědělství
V zemědělství je zaměstnáno 21,7 % ekonomicky aktivních a vytváří 12,1 % HDP státu. Hlavními produkty jsou vinná réva, tabák, zelenina, mléko a vejce.

### Průmysl
V důsledku industrializaci země během centrálního plánování komunistického režimu má průmysl na makedonské ekonomice značný podíl. V průmyslu je zaměstnáno 32,6 % ekonomicky aktivních a vytváří 28,6 % HDP státu. Hlavními obory jsou potravinářství, textilní průmysl, chemický průmysl (včetně farmacie), hutnictví (železo, ocel), průmysl stavebních hmot (výroba cementu) a energetika.

## Současné hospodářské ukazatele
Hodnota HDP na obyvatele v PPP je dle údajů MMF 8491 USD (2007), což řadí Severní Makedonii až na 39. místo v Evropě a na 80. místo ze 179 hodnocených států světa.
Mezi současné ekonomické problémy státu patří především korupce. Země je na 84. - 93. místě ve zkorumpovanosti (stejně jako např. Bosna a Hercegovina a Černá Hora, z evropských zemí jsou hůře hodnoceny již jen Albánie, Moldavsko, Ukrajina, Rusko a Bělorusko).
Nezaměstnanost se stále drží na vysoké úrovni, které dosáhla během ekonomické krize v 90. letech 20. století. V roce 2007 byla míra nezaměstnanosti 35 %